# Розела жовтощока
Розела жовтощока (Platycercus icterotis) — вид птахів родини папугові (Psittacidae), мешкає на південному заході  Австралії.
Середнього розміру папуга, довжиною 27-28 см, найменша з усіх розел. Живиться, в основному, травами та їх насінням. Птах соціальний, часто збирається у великі зграї. Гніздиться, як інші розели, в дуплах дерев.
Часто зустрічається в неволі. Має миролюбний та спокійний характер. Легко приручається та розмножується в неволі. Дуже прив'язливі до людини.

## Галерея

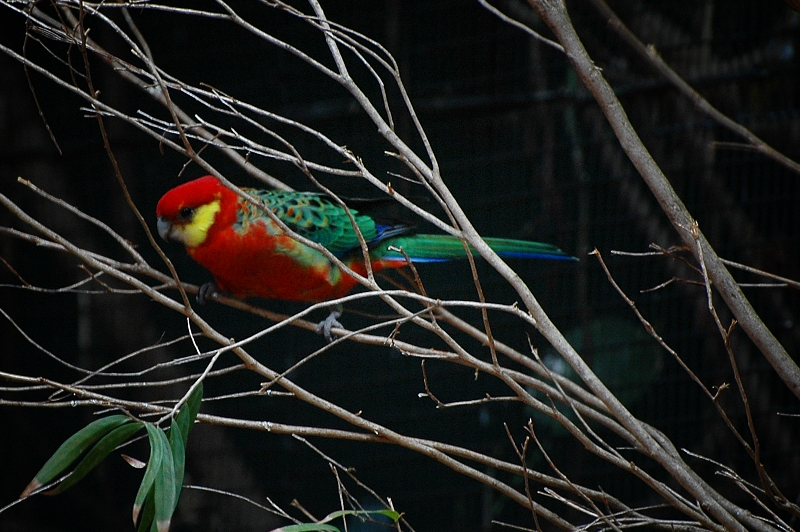
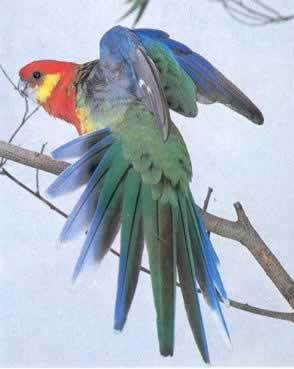
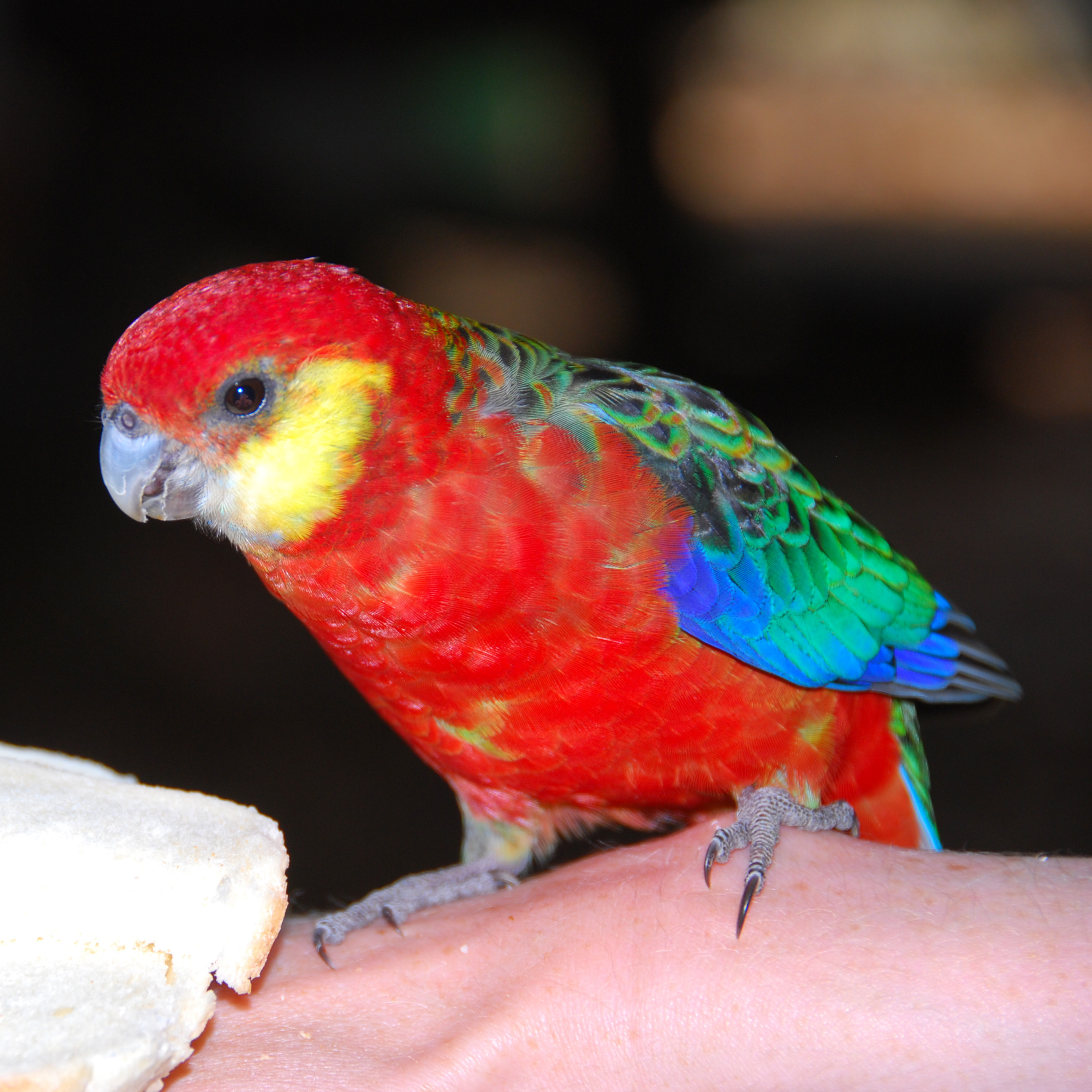